# Cantó d'Alfortville
El cantó d'Alfortville és un cantó francès del departament de la Val-de-Marne, al districte de Créteil. Creat amb la reorganització cantonal del 2015.

## Municipis
- Alfortville